# Lago Świdwie
El lago Świdwie es un lago en el noroeste de Polonia, constituye el centro de una reserva natural y está reconocido por el Convenio de Ramsar como un humedal de importancia internacional (uno de los 13 que tiene reconocidos Polonia en la Lista Ramsar de humedales de importancia internacional).
El lago está ubicado en el voivodato de Pomerania Occidental (en el condado de Police ) muy próximo al bosque Wkrzańska. Tiene una superficie aproximada de 8.9 km², y por él pasa el río Gunica.